# 哈查庫諾科庫柳山
16°58′43″S 67°20′53″W / 16.97861°S 67.34806°W
哈查庫諾科庫柳山（Jachacunocollo），是玻利維亞的山峰，位於該國西部拉巴斯省，處於瓦伊納庫柳峰西北面，屬於安第斯山脈中基姆薩克魯斯山脈的一部分，海拔高度5,800米。